# Phyllonorycter fagifolia
Phyllonorycter fagifolia is een vlinder uit de familie van de mineermotten (Gracillariidae). De wetenschappelijke naam van de soort werd voor het eerst geldig gepubliceerd in 1963 door Tosio Kumata.